# Alexanderplatz

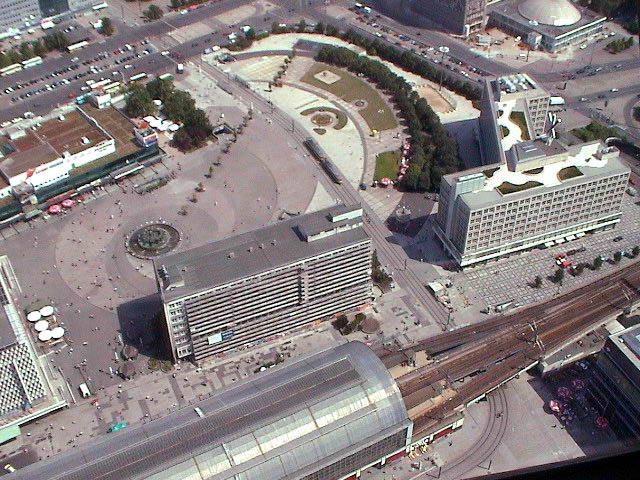
Alexanderplatz z Berliner Fernsehturm

Alexanderplatz (Alexandrovo náměstí) je centrální náměstí v Berlíně, v městské části Mitte. Nese jméno cara Alexandra I. V dobách bývalé Německé demokratické republiky se jednalo o ústřední náměstí Východního Berlína. Ústředním námestím západního berlína bylo náměstí Johna F. Kennedyho (dříve Rudolph-Wilde-Platz).

## Historie
Původně se zde nacházel dobytčí trh a místo leželo za městskými hradbami, později sloužilo pro výstavy a přehlídky. Přejmenováno bylo na počest návštěvy ruského cara Alexandra I. v říjnu 1805. 
Roku 1882 zde bylo postaveno nádraží a náměstí se stalo významnou dopravní křižovatkou. V současnosti je Alexanderplatz, Berlíňany nazývané také Alex, nákupním a kulturním centrem. Společně s Postupimským náměstím patří také mezi centra nočního života.